# День (газета, Петроград)
«Де́нь» — русская ежедневная общественно-политическая газета. Издавалась в 1912—1918 годах в Санкт-Петербурге/Петрограде.

## История
Газета была основана 2 октября 1912 года И. Д. Сытиным. В годы Первой мировой войны занимала оборонческую позицию. С лета 1917 года активно критиковала большевиков и была закрыта 26 октября 1917 года после октябрьского переворота. В ноябре 1917 — мае 1918 выходило несколько изданий взамен «Дня».
Названия
Вскоре после захвата власти большевики закрыли около 60 газет, включая «День». В ответ газета изменила название на «Ночь» (22 ноября — 23 ноября 1917), затем на  «Полночь» (24 ноября — 25 ноября 1917), «В глухую ночь» (25 ноября — 26 ноября 1917) и наконец «Грядущий день» (28 ноября — 30 ноября 1917, 6 января 1918), после чего была закрыта окончательно

## Редакторы
- И. В. Скворцов (1912, 1914);
- Л. А. Леман (1913);
- Р. Ф. Пауль (1913-1914);
- В. М. Ильин (1914);
- П. А. Краков (1914-1916);
- А. И. Логинов (1914);
- Н. К. Баранцевич (1915);
- К. Б. Михайлов (1915);
- В. М. Жуковский (1916-1917);
- Н. В. Кузнецов (1917)